# Don’t Forget to Remember
A Don’t Forget to Remember a Bee Gees együttes dala az 1969-es Cucumber Castle című albumról. A dal kislemez változata öt ország slágerlistáján lett első helyezett, és további nyolc országban került be a Top 10-be, de az USA-ban csak a 73. helyig jutott a Billboard Hot 100 listán. Az Egyesült Királyság területén 590 ezer példányt értékesítettek belőle.
Kanadában a lemez eredeti első kiadásán B oldalon az  I Lay Down and Die szám szerepelt, majd a lemezt megváltoztatva, ugyanolyan katalógusszámmal (Atco 45-6702) a további kiadások már a többi régióhoz hasonlóan a The Lord számmal lettek kiadva. Ausztráliában a Spin Records egy négyszámos EP-t adott ki Don’t Forget to Remember címen.

## A kislemez dalai
A-oldal
1. Don’t Forget to Remember  (Barry és Maurice Gibb) – 3:27 (ének: Barry Gibb)

B-oldal
1. The Lord  (Barry és Maurice Gibb) – 2:19 (ének: Barry Gibb)

## Az EP dalai
A-oldal
1. Don’t Forget to Remember  (Barry és Maurice Gibb) – 3:27 (ének: Barry Gibb)
2. Really and Sincerely  (Barry, Robin és Maurice Gibb) – 3:28 (ének: Robin Gibb)

B-oldal
1. Lemons Never Forget  (Barry, Robin és Maurice Gibb) – 2:59 (ének: Barry Gibb)
2. The Lord  (Barry és Maurice Gibb) – 2:19 (ének: Barry Gibb)

## Közreműködők
- Barry Gibb – ének, gitár
- Robin Gibb – ének
- Maurice Gibb – ének,  gitár, zongora, basszusgitár
- Colin Petersen – dob
- stúdiózenekar Bill Shepherd vezényletével
- hangmérnök – Adrian Barber

## Slágerlistás helyezések
| Ország           | Legjobb helyezés |
| ---------------- | ---------------- |
| Dánia            | 1                |
| Dél-Afrika       | 1                |
| Hollandia        | 1                |
| Új-Zéland        | 1                |
| Írország         | 1                |
| Anglia           | 2                |
| Norvégia         | 2                |
| Kína             | 2                |
| Svájc            | 2                |
| Belgium          | 3                |
| Ausztria         | 8                |
| Németország      | 9                |
| Ausztrália       | 10               |
| Spanyolország    | 27               |
| Kanada           | 39               |
| Franciaország    | 41               |
| Egyesült Államok | 73               |

## A kislemez megjelenése országonként
- Németország Polydor 56343
- Franciaország Polydor 421 476
- Egyesült Királyság Polydor 56343
- Brazília Polydor FC126022
- Dél-afrikai Köztársaság Polydor PS57
- Japán Polydor DP-1665
- Jugoszlávia RTB S 535 56
- Norvégia, Svédország, Belgium, Hollandia, Svájc Polydor 59 324
- Spanyolország Polydor 60063
- Ausztrália Spin EK-3236 / Spin EX-11668 (EP)